# مسکالین
مِسکالین (به انگلیسی: Mescaline) یک ترکیب روان‌گردان است و ماده سایکواکتیو موجود در کاکتوس‌های پیوت و سنپدرو محسوب می‌شود. از گذشته‌های دور حدود ۵۷۰۰ سال پیش، کاکتوس پیوت به عنوان بخشی از آیین‌های مذهبی توسط بومیان شمال مکزیک و جنوب غرب آمریکا مصرف می‌شود.
بخش فوقانی کاکتوس پیوت که بالای سطح زمین قرار می‌گیرد و به آن تاج کاکتوس می‌گویند از قسمت‌های دکمه مانند نامتقارنی تشکیل شده که آنها را از ریشه جدا کرده و سپس خشک می‌کنند، معمولاً این دکمه‌ها جویده یا در آب خیسانده می‌شوند که مایع حاصل از آن توهم‌زا است.

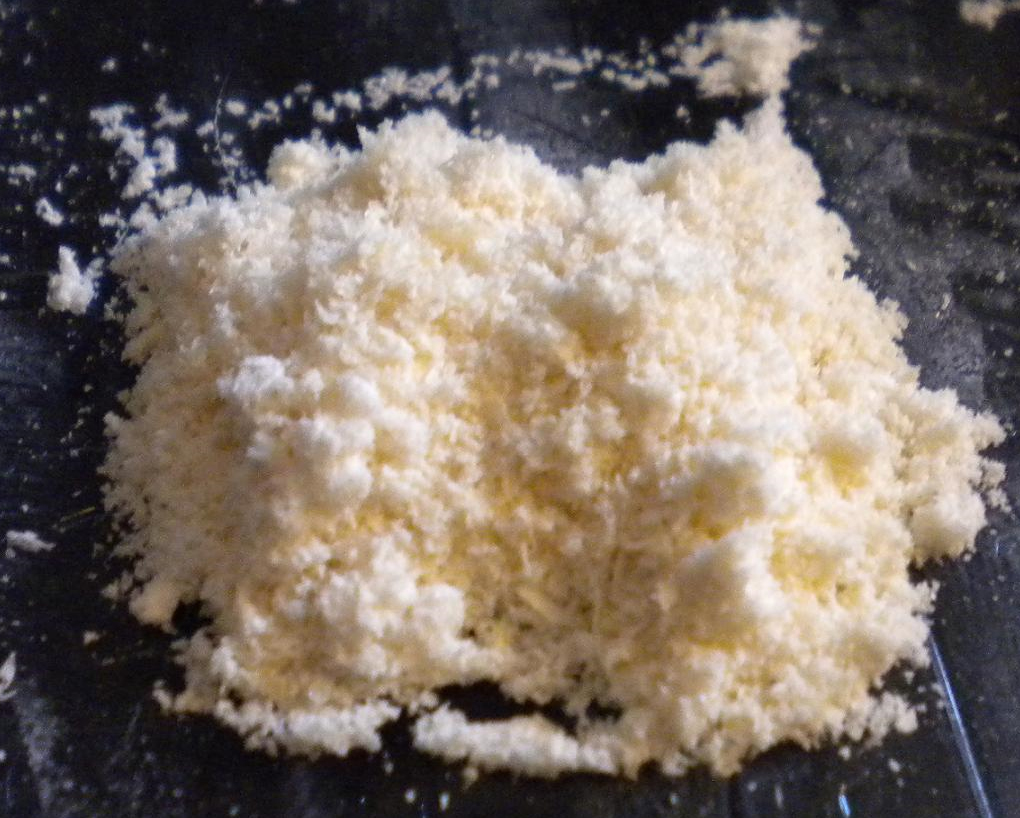
مسکالین استخراج شده از منبع طبیعی

مادهٔ مسکالین با ایجاد توهمات بصری شدید برای فرقه‌های بومی حایز اهمیت بود که اثرات آن همانند علایم بیماری روانی ناشی از مصرف مواد شیمیایی مشابه به نظر می‌رسد.
کاکتوس سن پدرو با نام علمی اکینوپسیس پاکانوی، بومی ارتفاعات آند در پرو و آمریکای جنوبی است.
همانند کاکتوس پیوت ترکیب فعال و اصلی آن آلکالوئید مسکالین است.
پیوت حداقل ۵٬۷۰۰ سال توسط بومیان آمریکایی در مکزیک استفاده شده‌است. اروپایی‌ها به دلیل تماس زود هنگام، خصوصاً توسط هوچول‌ها در مکزیک، در مراسم مذهبی بومیان آمریکا از پیوت استفاده کردند. کاکتوسهای حاوی مسکلین دیگر مانند سان پدرو دارای سابقه طولانی استفاده در آمریکای جنوبی، از پرو تا اکوادور هستند. در حالی که استفاده از پیوت مذهبی و تشریفاتی در زمان تسخیر اسپانیا در امپراتوری آزتک و شمال مکزیک بسیار گسترده بود، آزار و اذیت مذهبی آن را محدود به مناطق نزدیک ساحل اقیانوس آرام و تا جنوب غربی تگزاس کرد. با این حال، تا سال ۱۸۸۰، استفاده از پیوت با «نوع جدیدی از مراسم پیوت» که توسط مردم کیووا و کومنچه افتتاح شد، در شمال آمریکای جنوبی و مرکزی گسترش یافت. این اعمال مذهبی، که به‌طور قانونی در سال ۱۹۲۰ به عنوان کلیسای بومی آمریکا در ایالات متحده گنجانده شد، از آن زمان تا ساسکاچوان، کانادا گسترش یافته‌است.
میزان وجود مسکالین در گیاه تازه یا مرطوب 0/4٪ درکاکتوس‌های خشک 3تا6٪ است. رشد کاکتوس در شرایط طبیعی بسیار کند ولی درحالاتی که به‌صورت مصنوعی کشت شده باشد تا حدودی سریعتر است.
در آماده‌سازی‌های سنتی پیوت، قسمت بالای کاکتوس بریده می‌شود و ریشه شیر بزرگ همراه با حلقه ای از منطقه فتوسنتز سبز برای رشد سر جدید باقی می‌ماند. سپس این سرها خشک می‌شوند تا دکمه‌هایی به شکل دیسک ساخته شوند. دکمه‌ها برای تولید اثرات جویده می‌شوند یا برای نوشیدن در آب خیس می‌شوند، که مایع حاصل از آن توهم زاست با این حال، طعم کاکتوس تلخ است، بنابراین کاربران معاصر غالباً آن را به صورت پودر خرد کرده و در کپسول می‌ریزند تا از چشیدن آن جلوگیری کنند. دوز معمول انسان ۲۰۰–۴۰۰ میلی‌گرم سولفات مسالین یا ۱۷۸–۳۵۶ میلی‌گرم هیدروکلراید مسکالین است. دکمه متوسط ۷۶ میلی‌متر (۳٫۰ اینچ) حاوی حدود ۲۵ میلی‌گرم مسکالین است. مسکالین برای اولین بار در سال ۱۸۹۷ توسط شیمیدان آلمانی آرتور هفر جدا و شناسایی شد و اولین بار در سال ۱۹۱۸ توسط ارنست اسپوت سنتز شد. در سال ۱۹۵۵، کریستوفر میهیو، سیاستمدار انگلیسی در آزمایشی برای BBC Panorama شرکت کرد، که در آن ۴۰۰ میلی‌گرم مسکالین را زیر نظر روانپزشک همفری آسموند مصرف کرد. گرچه ضبط بیش از حد بحث‌برانگیز به نظر می‌رسید و در نهایت از برنامه حذف شد، اما مایوه این تجربه را ستود و آن را «جالب‌ترین کاری که من تاکنون انجام داده‌ام» خواند.

## استفاده‌های پزشکی
مسکالین دارای کاربردهای پزشکی پیشنهادی گسترده‌ای است، از جمله درمان اعتیاد به الکل و افسردگی، به دلیل این اختلالات که با کمبود سروتونین ارتباط دارند. با این حال، وضعیت آن به عنوان ماده کنترل شده بر اساس برنامه I در کنوانسیون مواد روانگردان، در دسترس بودن دارو برای محققان را محدود می‌کند. به همین دلیل، از اوایل دهه ۱۹۷۰ مطالعات کمی در مورد فعالیت مسکالین و اثرات بالقوه درمانی در انسان انجام شده‌است.
مسکالین از تیروزین بیوسنتز می‌شود که به نوبه خود از آنزیم فنیل آلانین هیدروکسیلاز از فنیل آلانین گرفته می‌شود. در (Lophophora williamsii (Peyote، دوپامین در یک مسیر بیوسنتز که شامل m-O-متیلاسیون و هیدروکسیلاسیون معطر است، به مسکالین تبدیل می‌شود.
تیروزین و فنیل آلانین به عنوان پیش سازهای متابولیکی سنتز مسکالین عمل می‌کنند. تیروزین می‌تواند از طریق تیروزین دکاربوکیلاز تحت یک دکربوکسیلاسیون قرار گیرد و تیرامین تولید کند و متعاقباً در کربن ۳ با یک مونوفنول هیدروکسیلاز تحت اکسید شود یا ابتدا توسط هیدروکسیلاز تیروزین هیدروکسیله شود و L-DOPA تشکیل شود و توسط دکربوکسیلاز DOPA دکربوکسیل شود. این دوپامین ایجاد می‌کند، که سپس متیلاسیون توسط یک کاتکول- O-متیل ترانسفراز (COMT) توسط یک مکانیسم وابسته به S-آدنوزیل متیونین (SAM) را تجربه می‌کند. واسطه حاصل مجدداً توسط آنزیمی هیدروکسیلاز، احتمالاً دوباره مونوفنول هیدروکسیلاز، در کربن ۵ اکسید شده و توسط COMT متیل می‌شود. این محصول، در دو موقعیت متا با توجه به جایگزین آلکیل متیله می‌شود، یک متیلاسیون نهایی در ۴ کربن توسط یک گایاکول-O-متیل ترانسفراز، که همچنین توسط یک مکانیسم وابسته به SAM کار می‌کند، تجربه می‌کند. این مرحله نهایی متیلاسیون منجر به تولید مسکالین می‌شود.
فنیل آلانین با تبدیل شدن به L- تیروزین توسط L- آمینو اسید هیدروکسیلاز به عنوان پیش ماده عمل می‌کند. پس از تبدیل، همان مسیری را که در بالا توضیح داده شد طی می‌کند.
مسکالین یک حالت روانگردان شبیه به آنچه که توسط ال‌اس‌دی و سیلوسایبین تولید می‌شود، اما با ویژگی‌های منحصر به فرد ایجاد می‌کند. اثرات ذهنی ممکن است شامل تغییر روند تفکر، تغییر حس زمان و خودآگاهی و پدیده‌های دیداری بسته و بسته باشد.
برجستگی رنگ متمایز، درخشان و شدید به نظر می‌رسد. الگوهای بصری مکرر مشاهده شده در طول تجربه مسکالین اشکالی شامل راه راه، شطرنجی، خوشه‌های زاویه ای، نقاط چند رنگ و فراکتال‌های که بسیار ساده اند بسیار پیچیده می‌شوند. آلدوس هاکسلی این اشکال بی‌شکل خود-دگرگون شونده را مانند شیشه‌های رنگی متحرک که از نوری از طریق پلک‌ها روشن می‌شوند، توصیف کرد. مانند LSD، مسکالین باعث ایجاد تحریف در فرم و تجربیات کالیدوسکوپی می‌شود اما با چشم بسته و در شرایط نوری کم به وضوح ظاهر می‌شوند.
هاینریش کلور در دهه ۱۹۲۰ اصطلاح «شکل تار عنکبوت» را ابداع کرد تا یکی از چهار توهم بصری هندسی ثابت را که در مرحله اولیه سفر مسکالین تجربه می‌شود، توصیف کند: «تارهای رنگی که در یک مرکز چرخشی با هم در حال اجرا هستند، شبیه تار عنکبوت است». سه مورد دیگر طراحی صفحه شطرنج، تونل و مارپیچ است. کلور نوشت که «بسیاری از دیدگاه‌های» غیرمعمول «تحت بازرسی دقیق چیزی جز تغییرات این ثابتهای فرم نیستند.»
همانند LSD، سینستزی می‌تواند به خصوص با کمک موسیقی رخ دهد. یک ویژگی غیر معمول اما منحصر به فرد استفاده از مسکالین «هندسه سازی» اجسام سه بعدی است. این شی می‌تواند مسطح و تحریف شده به نظر برسد، شبیه نمایش نقاشی کوبیست.
مسکالین الگویی از برانگیختگی دلسوزانه را ایجاد می‌کند، که سیستم عصبی محیطی هدف اصلی این ماده است.

## ایالات متحده
در ایالات متحده مسکالین در سال ۱۹۷۰ با قانون جامع پیشگیری و کنترل سو مصرف مواد مخدر، که به عنوان یک توهم زای برنامه I طبقه‌بندی می‌شود، غیرقانونی شناخته شد. این ماده مخدر توسط کنوانسیون مواد روانگردان در سال ۱۹۷۱ در سطح بین‌المللی ممنوع شد. مسکالین فقط برای برخی گروه‌های مذهبی (مانند کلیسای بومی آمریکا توسط قانون آزادی مذهبی هند آمریکایی ۱۹۷۸) و در تحقیقات علمی و پزشکی قانونی است. در سال ۱۹۹۰، دیوان عالی کشور حکم داد که ایالت اورگان می‌تواند استفاده از مسکالین در مراسم مذهبی بومیان آمریکا را ممنوع کند. قانون بازسازی آزادی مذهبی (RFRA) در سال ۱۹۹۳ مجاز به استفاده از پیوت در مراسم مذهبی بود، اما در سال ۱۹۹۷، دیوان عالی کشور حکم داد که RFRA در صورت اعمال علیه ایالت‌ها خلاف قانون اساسی است. بسیاری از ایالت‌ها، از جمله ایالت یوتا، استفاده از peyote را با «قصد صادقانه مذهبی» یا در داخل یک سازمان مذهبی، بدون توجه به نژاد، قانونی دانسته‌اند.
در حالی که کاکتوسهای حاوی مسکالین از جنس Echinopsis از نظر فنی تحت کنترل قانون مواد کنترل شده هستند، آنها معمولاً به عنوان گیاهان زینتی به صورت عمومی فروخته می‌شوند.

## انگلستان
در انگلستان، مسکالین به صورت پودر خالص داروی کلاس A است. با این حال، کاکتوس خشک را می‌توان به صورت قانونی خرید و فروش کرد.

## استرالیا
مسکالین در استرالیا تحت عنوان Poisons Standard (فوریه ۲۰۲۰) یک ماده ۹ برنامه در نظر گرفته شده‌است. ماده ۹ از جدول ۹ به عنوان
"موادی با پتانسیل بالا برای ایجاد آسیب در معرض کم طبقه بندی می‌شود و برای احتیاط‌های خاص در هنگام ساخت، استفاده یا استفاده از آنها احتیاج دارد. این سموم باید فقط برای کاربران متخصص یا مجاز که مهارت‌های لازم برای کنترل آنها را دارند در دسترس باشد. با خیال راحت ممکن است مقررات ویژه محدودیت در دسترس بودن، در اختیار داشتن، ذخیره سازی یا استفاده از آنها اعمال شود. "
کاکتوس‌های پیوته و سایر گیاهان حاوی مسکالین مانند سان پدرو در استرالیای غربی، کوئینزلند و سرزمین شمالی غیرقانونی است، در حالی که در ایالت‌های دیگر مانند تاسمانی، ویکتوریا و نیو ساوت ولز، آنها برای اهداف تزئینی و باغبانی قانونی هستند.

## کشورهای دیگر
در کانادا، فرانسه، هلند و آلمان، مسکالین به شکل خام و کاکتوس‌های خشک حاوی مسکالین یک داروی غیرقانونی محسوب می‌شود. با این حال، هر کسی ممکن است رشد کند و از پیوته، یا Lophophora williamsii، و همچنین Echinopsis pachanoi و Echinopsis peruviana بدون محدودیت استفاده کند، زیرا به‌طور خاص از قانون مستثنی است.
در کانادا، مسکالین تحت قانون کنترل داروهای کنترل شده و مواد به عنوان یک داروی برنامه III طبقه‌بندی می‌شود، در حالی که پیوت معاف است.
در روسیه مسکالین، مشتقات و گیاهان حاوی مسکالین به عنوان داروهای مخدر ممنوع است
- سایکواکتیوها
- روانگردان
- روان‌گردان درمانی
- تری‌سسکالین

1. ↑  «El-Seedi HR, De Smet PA, Beck O, Possnert G, Bruhn JG (October 2005). "Prehistoric peyote use: alkaloid analysis and radiocarbon dating of archaeological specimens of Lophophora from Texas". J Ethnopharmacol. 101 (1–3): 238–42».
2. ↑  خادمی، مصطفی (۲۰۲۳-۰۹-۱۹). «قدرتمندترین سایکدلیک‌ ها». سایکدلیک فارسی. دریافت‌شده در ۲۰۲۴-۰۱-۱۴.
3. ↑  «"#96 M – Mescaline (3,4,5-Trimethoxyphenethylamine)". PIHKAL. Erowid.org. Retrieved 7 September 2011».
4. ↑  «"Arthur Heffter". Character Vaults. Erowid.org. Retrieved 9 January 2013».
5. ↑  «"Panorama: The Mescaline Experiment". February 2005. Archived from the original on 26 July 2012». بایگانی‌شده از اصلی در ۲۶ ژوئیه ۲۰۱۲. دریافت‌شده در ۴ فوریه ۲۰۲۱.
6. ↑  «"Could LSD treat alcoholism?". abcnews.go.com. 9 March 2012. Retrieved 5 October 2012».
7. ↑  «"Magic Mushrooms could treat depression". news.discovery.com. 23 January 2012. Retrieved 9 January 2013». بایگانی‌شده از اصلی در ۷ مه ۲۰۱۲. دریافت‌شده در ۴ فوریه ۲۰۲۱.
8. ↑  Sari, Y. ; Johnson, V. R. ; Weedman, J. M. Role of the serotonergic system in alcohol dependence: from animal models to clinics. Progress in molecular biology and translational science 2011, 98, 401-443.
9. ↑  Dewick, Paul M. (2009). Medicinal Natural Products: A Biosynthetic Approach. United Kingdom: John Wiley & Sons. pp. 335–336.
10. ↑  «Rosengarten, H; Friedhoff, A. J. (1976). "A review of recent studies of the biosynthesis and excretion of hallucinogens formed by methylation of neurotransmitters or related substances". Schizophrenia Bulletin. 2 (1): 90–105».
11. ↑  «Kovacic, Peter; Somanathan, Ratnasamy (1 January 2009). "Novel, unifying mechanism for mescaline in the central nervous system". Oxidative Medicine and Cellular Longevity. 2 (4): 181–190».
12. ↑  Enno Freye; et al. (Joseph V. Levy) (2009). Pharmacology and Abuse of Cocaine, Amphetamines, Ecstasy and Related Designer Drugs: A Comprehensive Review on their Mode of Action, Treatment of Abuse and Intoxication. Springer Science & Business Media.
13. ↑  A Dictionary of Hallucations. Oradell, NJ. : Springer. 2010. p. 102.
14. ↑  Diaz, Jaime (1996). How Drugs Influence Behavior. Englewood Cliffs: Prentice Hall.
15. ↑  Giannini, A. James; Slaby, Andrew E. (1989). Drugs of Abuse. Oradell, NJ. : Medical Economics Books. pp. 207–239
16. ↑  Nichols DE (February 2004). "Hallucinogens". Pharmacol. Ther. 101 (2): 131–81.
17. 1 2  «"2007 U.K. Trichocereus Cacti Legal Case Regina v. Saul Sette". Erowid.org. June 2007. Retrieved 6 April 2012».
18. ↑  «Poisons Standard February 2020. comlaw.gov.au».